# Летнее время (фильм)
«Летнее время» (фр. L'Heure d'été) — французский художественный фильм Оливье Ассаяса 2008 года.

## Сюжет
На торжество в честь 75-летия Элен Бертье в её загородный дом приезжают сыновья Фредерик и Жереми и  дочь Адриен. Во время праздника Элен разговаривает с Фредериком, старшим сыном. Предчувствуя скорый конец, женщина считает необходимым объяснить ему, как следует поступить с имуществом, которое останется после её смерти. Фредерик выслушивает мать и настаивает на том, что после её смерти он вместе с братом и сестрой будет хранить доставшееся наследство. Женщина же уверена в обратном.
Вскорости Элен умирает, и её детям становится необходимым решать судьбу имущества матери. Оказывается, что только Фредерик намерен сохранить семейный дом и произведения искусства, оставшиеся от матери. Его брат, перспективный менеджер, живёт в Китае, а сестра, дизайнер — в США, во многом именно поэтому они со своей стороны считают нужным продать имущество, что в итоге и происходит.

## В ролях
| Актёр           | Роль           |
| --------------- | -------------- |
| Жюльет Бинош    | Адриен Марли   |
| Шарль Берлен    | Фредерик Марли |
| Жереми Ренье    | Жереми Марли   |
| Эдит Скоб       | Элен Бертье    |
| Доминик Реймон  | Лиза Марли     |
| Валери Боннетон | Анжела Марли   |
| Изабель Садоян  | Элоиза         |
| Элис де Ланкесэ | Сильви         |
| Эмиль Берлинг   | Пьер           |

В фильме специалисты-оценщики являются профессиональными экспертами, а не актёрами.

## Критика

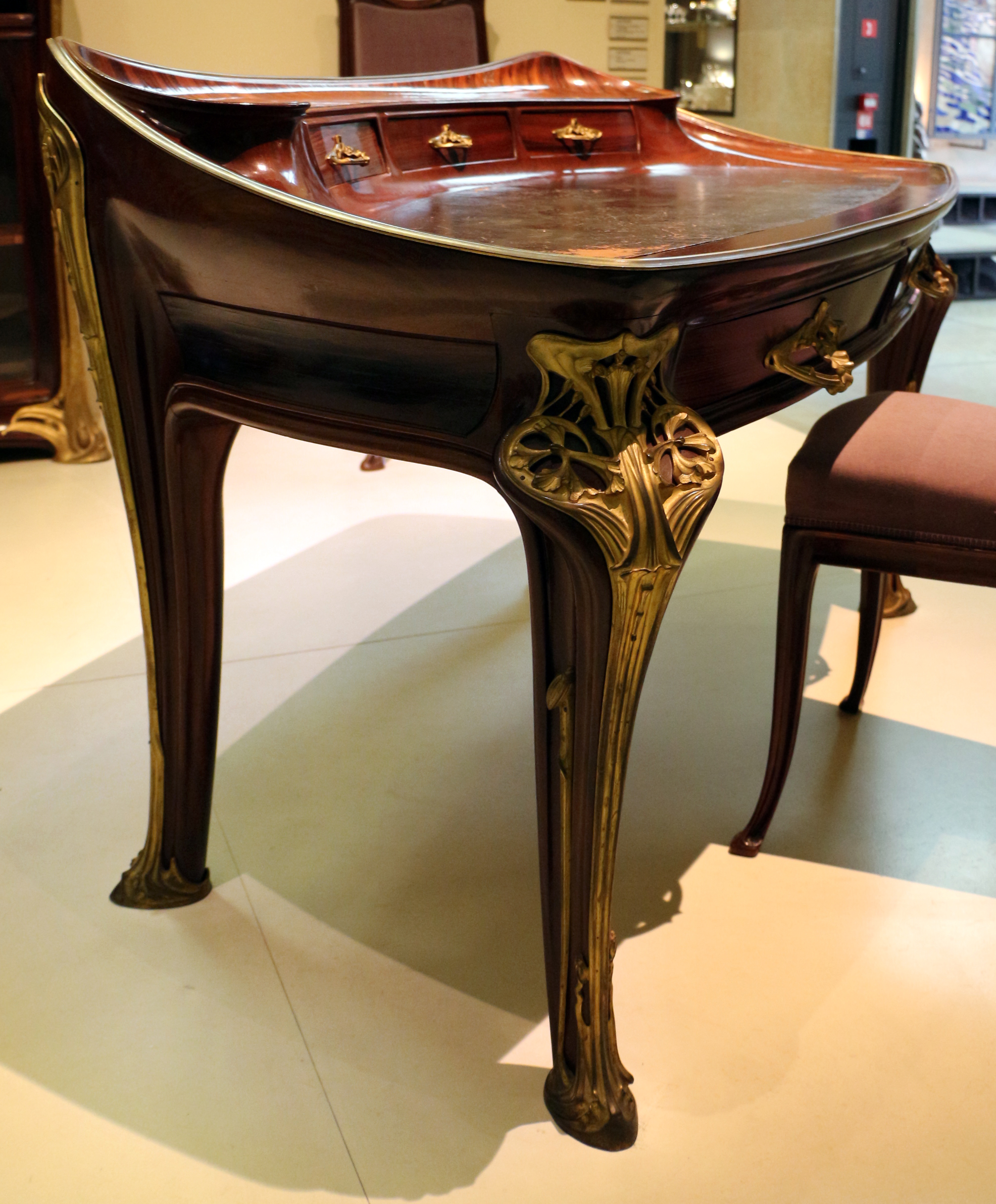
Письменный стол «Орхидеи», Луи Мажорель

Фильм получил положительные отзывы критиков. Так, по данным Rotten Tomatoes, «Летнее время» имеет 94 % положительных отзывов на основе 106 рецензий. Заключение агрегатора: Olivier Assayas' contemplative family drama handles lofty ideas about art and culture with elegance and lightness. По данным Metacritic, средняя оценка фильма на основе 31 рецензии составляет 85/100.
Высокая оценка подтверждается наличием фильма в различных топ-листах:
- 9-е место из 25 — Лучшие фильмы 21-го века по версии The New York Times (2017)[4].
- 248-е место из 1001 — Лучшие фильмы 21-го века по версии сайта They Shoot Pictures (на 2021 год)[5].
- 59-е место из 100 — Топ-100 величайших фильмов по версии журнала Image (2011)[6].